# Fabien Safanjon
Fabien Safanjon est un footballeur français né le 31 octobre 1972 à Feurs. Il évolue au poste de défenseur central du début des années 1990 au début des années 2000.
Formé à l'AS Saint-Étienne puis au FC Gueugnon où il joue durant huit ans, il s'engage ensuite au Chamois niortais avant de terminer sa carrière au FC Rouen.

## Biographie

### Joueur de deuxième division
Fabien Safanjon est originaire du Forez, dans le département de la Loire. Il commence le football dans le club du village de Montrond-les-Bains puis il entre dans les classes de football de l'Association sportive de Saint-Étienne. Il y est formé pendant quatre ans avant de rejoindre en 1989 le Football Club de Gueugnon où il effectue la majeure partie de sa carrière.
En 1995, le FC Gueugnon est promu en Division 1 en vertu de sa troisième place au classement de Division 2 l'année précédente. Safanjon va ainsi connaître la première division en 1995-1996, pour une unique saison, puisque le club est relégué dès 1996 en raison de sa dix-huitième place au classement. Le défenseur reste au club qui continue d'évoluer en D2.
En 1999, il quitte la Bourgogne pour rejoindre le Chamois niortais football club, qui évolue également en deuxième division. Avec ce club, il frôle à la fois une nouvelle accession en Ligue 1, et, une finale de Coupe de la Ligue, finissant quatrième du championnat et éliminé en demi-finale de la Coupe. Par la suite, les Chamois vont jouer chaque année le milieu de tableau.
En 2004, il rejoint pour un an le Football Club de Rouen qui évolue en Championnat de France National (troisième niveau), avec lequel il termine sa carrière sur une mauvaise expérience puisque le club est relégué en CFA à la fin de la saison.

### Activités syndicales et politiques
À l'issue de sa carrière en 2005, Fabien Safanjon entame sa reconversion en suivant une formation au sein de l'Union nationale des footballeurs professionnels, principal syndicat sportif des footballeurs de France, afin d'en devenir un délégué régional puis vice président . Une fois sa formation terminée, il devient le délégué régional du Grand Ouest, s'étant établi dans le département des Deux-Sèvres.
En 2008, il se présente aux élections municipales dans le village de Sciecq et est élu conseiller municipal. Il est réélu par les sciecquois lors des élections de 2014 et est par la suite élu à l'unanimité premier adjoint du maire Jean-Claude Barraud par le conseil municipal.